# Джебеджи (квартал на Истанбул)
„Джебеджи“ (на турски: Cebeci) е квартал на Истанбул, разположен в градска околия Султангази. Общата му площ е 10,8 км2. Според данни на Адресната система за регистриране на населението (ABPRS) към 2024 г. населението на „Джебеджи“ е 59 635 жители.